# World Car of the Year

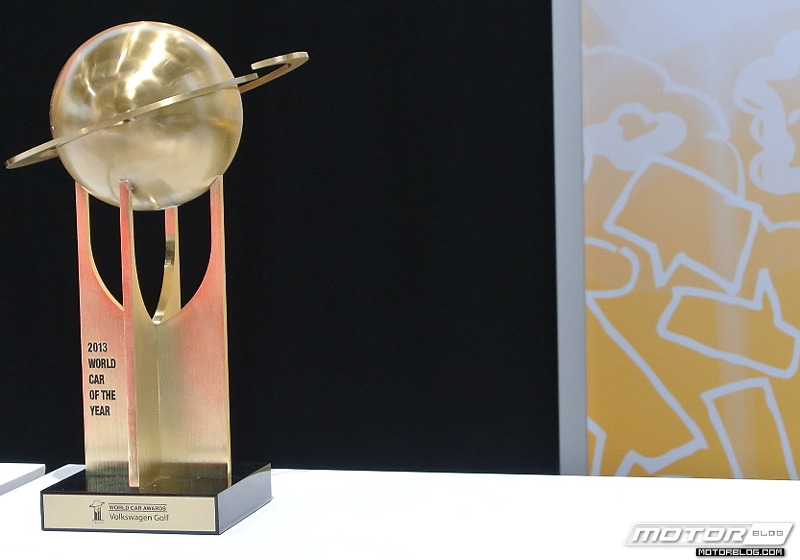
Il premio

Il World Car of the Year (abbreviato con la sigla WCOTY), chiamato anche World Car Awards, è un premio automobilistico assegnato ogni anno da una giuria di 82 giornalisti automobilistici internazionali provenienti da 24 paesi. 
Le auto candidate al premio devono essere state vendute in almeno cinque paesi e in almeno due continenti, prima del 1º gennaio dell'anno in cui viene assegnato il premio. Il concorso è stato indetto per la prima volta nel 2003 e lanciato ufficialmente nel gennaio 2004.
Dal 2006 vengono assegnati anche i premi alla vettura più prestazionale, ecologica e al design.

## Vincitori
| Anno | Casa vincitrice | Modello vincitore | Immagine |
| ---- | --------------- | ----------------- | -------- |
| 2005 | Audi            | A6                |          |
| 2006 | BMW             | Serie 3           |          |
| 2007 | Lexus           | LS                |          |
| 2008 | Mazda           | 2                 |          |
| 2009 | Volkswagen      | Golf VI           |          |
| 2010 | Volkswagen      | Polo              |          |
| 2011 | Nissan          | Leaf              |          |
| 2012 | Volkswagen      | up!               |          |
| 2013 | Volkswagen      | Golf VII          |          |
| 2014 | Audi            | A3                |          |
| 2015 | Mercedes-Benz   | Classe C (W205)   |          |
| 2016 | Mazda           | MX-5              |          |
| 2017 | Jaguar          | F-Pace            |          |
| 2018 | Volvo           | XC60              |          |
| 2019 | Jaguar          | I-Pace            |          |
| 2020 | Kia             | Telluride         |          |
| 2021 | Volkswagen      | ID.4              |          |
| 2022 | Hyundai         | Ioniq 5           |          |
| 2023 | Hyundai         | Ioniq 6           |          |
| 2024 | Kia             | EV9               |          |
| 2025 | Kia             | EV3               |          |

## Vittorie per casa automobilistica
| Casa          | Vittorie | Anno                         |
| ------------- | -------- | ---------------------------- |
| Volkswagen    | 5        | 2009, 2010, 2012, 2013, 2021 |
| Kia           | 3        | 2020, 2024, 2025             |
| Audi          | 2        | 2005, 2014                   |
| Jaguar        | 2        | 2017, 2019                   |
| Mazda         | 2        | 2008, 2016                   |
| Hyundai       | 2        | 2022, 2023                   |
| BMW           | 1        | 2006                         |
| Lexus         | 1        | 2007                         |
| Mercedes-Benz | 1        | 2015                         |
| Nissan        | 1        | 2011                         |
| Volvo         | 1        | 2018                         |